# شهرستان بریستول (رود آیلند)
شهرستان بریستول شهرستانی است که در رود آیلند واقع شده است. جمعیت این شهرستان بنا بر سرشماری ۲۰۱۰ ایالات متحده آمریکا، بالغ بر ۴۹۸۷۵ نفر بوده است.